# Nandasmo
Nandasmo é um município da Nicarágua, situado no departamento de Masaya. Tem 18 km² de área e sua população em 2020 foi estimada em 15.740 habitantes.